# Karl Giesser
Karl Giesser (29 de outubro de 1928) é um ex-futebolista austríaco.

## Carreira
Karl Giesser competiu na Copa do Mundo FIFA de 1954, sediada na Suíça, na qual a seleção de seu país terminou na terceira colocação dentre os 16 participantes.